# Clarendoniano
La etapa norteamericana clarendoniana en la escala temporal geológica es la etapa de la fauna de América del Norte de acuerdo con la cronología de las edades de los mamíferos terrestres de América del Norte (NALMA), generalmente establecida entre 13 600 000 y 10 300 000 años AP, un período de 3,3 millones de años.
Por lo general, se considera que se superpone a la edad serravaliana del Mioceno medio y la edad Tortoniana del Mioceno tardío. El clarendoniano es precedido por el Barstoviano y seguido por los estadios Hemphillian NALMA.
- Datos: Q5126898